# Vivir (película de 1952)
Vivir (生きる: Ikiru) es una película dramática japonesa de 1952 y dirigida por Akira Kurosawa y protagonizada por Takashi Shimura. La trama se centra en el cambio de actitud de un veterano y aburrido funcionario cuando se da cuenta de que ha estado desperdiciando el tiempo al enfrentarse al final de su vida. El guion está inspirado por la novela La muerte de Iván Ilich de León Tolstói. Calificada como una dura crítica a la burocracia y al individualismo es considerada una de las obras maestras del cine japonés.

## Argumento
Kanji Watanabe es un funcionario del Ayuntamiento de Tokio, en la época de posguerra, que ha sido consumido por su monótono y vacío trabajo. Día tras día no hace más que deshacerse de las quejas de los ciudadanos con pretextos que forman parte de su rutina diaria. Viudo, vive con su hijo y su nuera que no lo quieren, pues solo viven para ellos.
Cierto día este hombre de mediana edad, cuyas personas cercanas lo aprecian únicamente por el dinero (su hijo) o por el puesto (sus subordinados) que algún día les dejará, se hace un chequeo médico debido a unas molestias. Aunque los médicos no son sinceros sobre su enfermedad el señor Watanabe logra descubrir que padece cáncer de estómago en fase terminal y que su esperanza de vida es de, como mucho, un año. Tras esta terrible noticia el funcionario, sin revelar su enfermedad ni a la familia ni a sus compañeros de trabajo, inicialmente decidirá experimentar vivencias que, por vergüenza y timidez, no hizo antes: acudir a una sala de fiestas, trasnochar sin avisar a nadie de su paradero o pasar tiempo con jóvenes que le contagian su alegría e intensidad.  
Posteriormente, intentando buscar una manera de darle sentido a su vida antes de morir con la intención de dejar un legado de su paso por el mundo, decidirá rebelarse contra la inercia de la burocracia municipal. Tras mucho esfuerzo logrará la aprobación de un proyecto para transformar una zona insalubre de aguas residuales en un parque donde los niños de la vecindad puedan jugar tranquilos y seguros. Poco después de inaugurarse el parque el señor Watanabe acude a este para morir en soledad pero cerca de las únicas personas que lo aprecian de verdad.

## Reparto
| Actor             | Personaje                         |
| ----------------- | --------------------------------- |
| Takashi Shimura   | Kanji Watanabe                    |
| Shinichi Himori   | Kimura                            |
| Haruo Tanaka      | Sakai                             |
| Minoru Chiaki     | Noguchi                           |
| Bokuzen Hidari    | Ohara                             |
| Miki Odagiri      | Toyo Odagiri, empleada            |
| Kamatari Fujiwara | Ōno, Jefe de Subsección           |
| Nobuo Nakamura    | Teniente de alcalde               |
| Yūnosuke Itō      | Novelista                         |
| Minosuke Yamada   | Subordinado Saito                 |
| Makoto Kobori     | Kiichi Watanabe, hermano de Kanji |
| Nobuo Kaneko      | Mitsuo Watanabe, hijo de Kanji    |
| Atsushi Watanabe  | Paciente                          |
| Noriko Honma      | ama de casa                       |

## Premios y nominaciones
La película compitió por el Oso de Oro en el 4to Festival Internacional de Cine de Berlín en 1954.
| Premio                                   | Año  | Categoría                            | Candidato/a                                     | Resultado | Ref(s) |
| ---------------------------------------- | ---- | ------------------------------------ | ----------------------------------------------- | --------- | ------ |
| Premios BAFTA                            | 1960 | Mejor actor extranjero               | Takashi Shimura                                 | Nominado  | [ 6 ]  |
| Festival Internacional de Cine de Berlín | 1954 | Premio Especial del Senado de Berlín | Akira Kurosawa                                  | Ganador   | [ 7 ]  |
| Premios Kinema Junpo                     | 1953 | Mejor película                       | Akira Kurosawa                                  | Ganadora  | [ 7 ]  |
| Premios de cine de Mainichi              | 1953 | Mejor película                       | Akira Kurosawa                                  | Ganadora  | [ 7 ]  |
| Premios de cine de Mainichi              | 1953 | Mejor guion                          | Akira Kurosawa, Shinobu Hashimoto y Hideo Oguni | Ganadores | [ 7 ]  |
| Premios de cine de Mainichi              | 1953 | Mejor grabación de sonido            | Fumio Yanoguchi                                 | Ganador   | [ 7 ]  |
| Ministerio de Educación                  | 1953 | Premio Ministerio de Educación       |                                                 | Ganadora  | [ 7 ]  |